# Огненный детектив
«Огненный детектив» — приключенческий сериал Спенсера Гордана Беннета и Томаса Стори. Считается утерянным, однако некоторые кадры из этого сериала сохранились.

## В ролях
- Глэдис Мак Коннелл — Глэдис Сэмюэлс
- Нью Аллан — Джефф Тарант
- Лео Мэлони — Шеф Карсон
- Фрэнк Лэктин — Мистер Тарант
- Джон Коссар — Атти Сэмюэлс
- Лэрри Стирс — Чарльз Льюис
- Брюс Гордон
- Карлтон Кинг[2]